# St. Josef am See

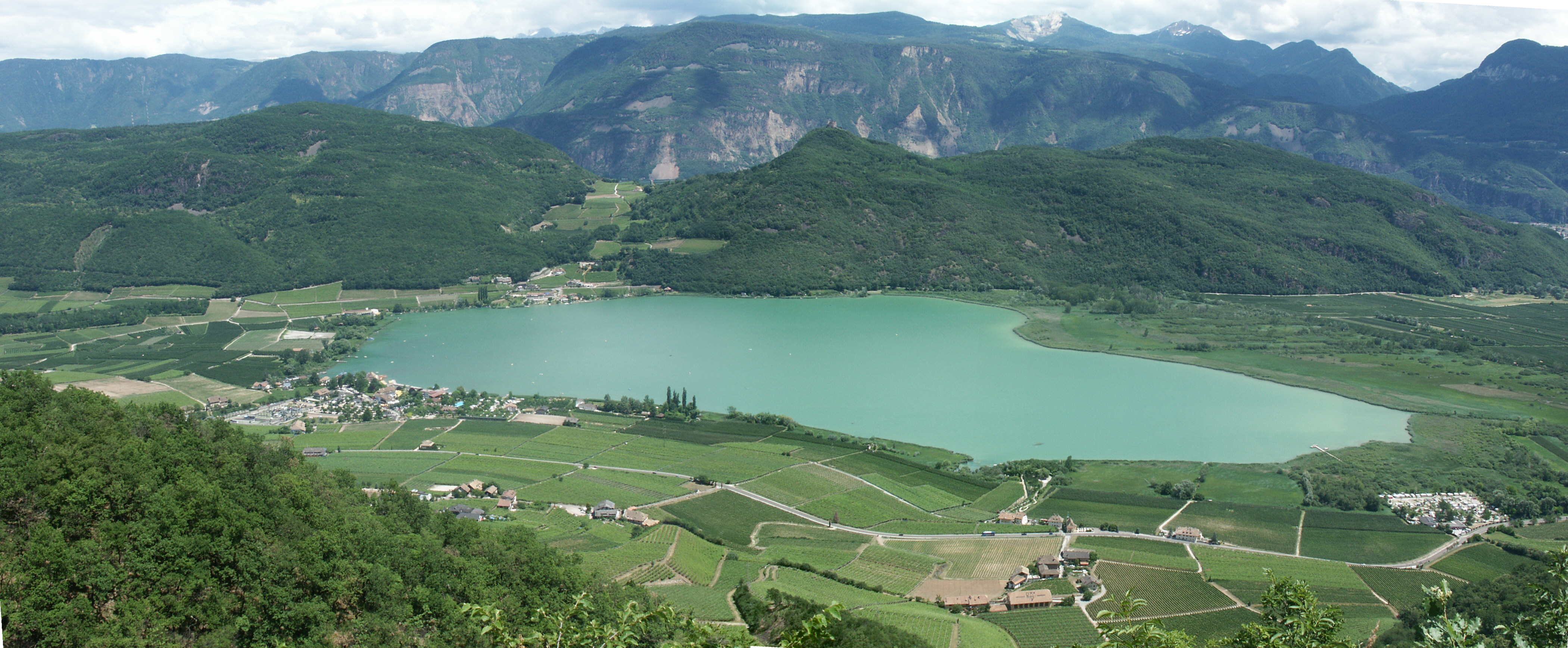
Blick über den Kalterer See mit Häusergruppen von St. Josef am unteren Bildrand

St. Josef am See (italienisch San Giuseppe al Lago) ist ein Dorf im Überetsch in Südtirol und eine Fraktion der Gemeinde Kaltern. Die Ortschaft nimmt die westseitig vom Kalterer See (215 m) sanft ansteigenden Hänge ein. St. Josef hat kein Dorfzentrum, sondern besteht aus verstreuten Häusergruppen, die sich in drei Ortslagen etwas verdichten: im Süden um die kleine Ortskirche, am Ausgang der vom Altenburger Plateau herabkommenden Rastenbachklamm und am nordwestlichen Seeufer mit dem touristischen Zentrum.

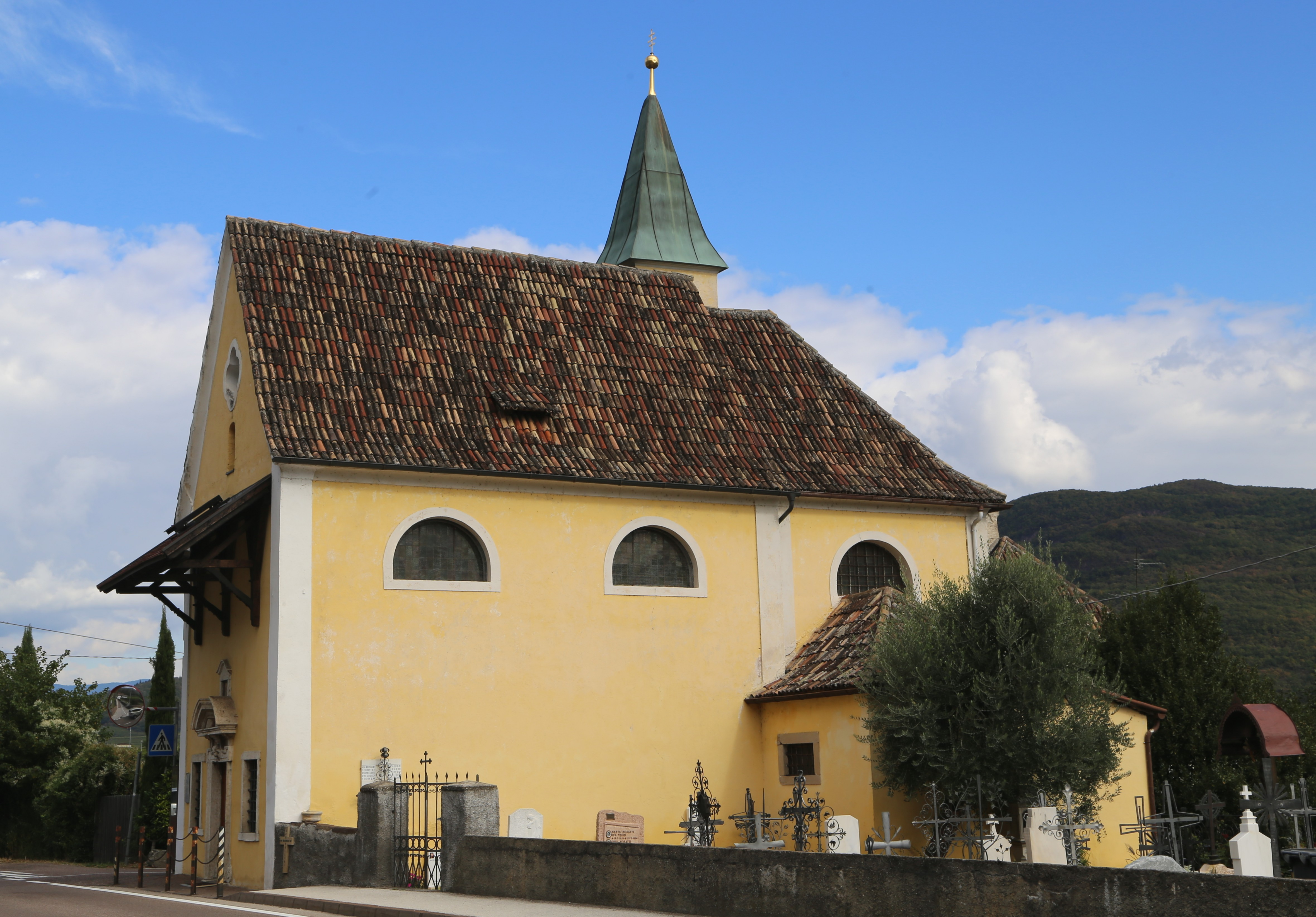
St.-Josef-Kirche

Der historische Baubestand umfasst neben der 1749 geweihten St.-Josef-Kirche mehrere Ansitze (Greifenburg, Kaltenburg, Manincor, Ringberg) und Bauernhöfe, die im Verbund mit den weitläufigen Rebflächen das Landschaftsbild prägen.
In St. Josef gibt es eine Grundschule für die deutsche Sprachgruppe.